# Мельников Борис Васильович
Борис Васильович Мельников (23 серпня 1923 — 7 грудня 1951) — заступник командира ескадрильї 143-го гвардійського штурмового авіаційного полку 8-ї гвардійської штурмової авіаційної дивізії 1-го гвардійського штурмового авіаційного корпусу 2-ї повітряної армії 1-го Українського фронту, гвардії старший лейтенант, Герой Радянського Союзу.

## Біографія
Борис Васильович Мельников народився 23 серпня 1923 року в місті Томську в сім'ї службовця.
Росіянин. Член ВКП(б). Жив у столиці Башкортостану місті Уфі, де закінчив 9 класів і аероклуб.
В Червону армію призваний у 1940 році Кіровським райвійськкоматом міста Уфи Башкирської АРСР. У 1942 році закінчив Молотовську військову авіаційну школу.
У діючій армії з лютого 1942 року. Воював у складі 143 гвардійського штурмового авіаційного полку, був заступником командира ескадрильї. Здійснив 231 бойовий виліт на штурм військ противника.
З 1948 року капітан Мельников Б. В. — в запасі. Працював машиністом екскаватора в місті Докучаєвську Донецької області.
Помер на 29-му році життя 7 грудня 1951 року. Похований у місті Томську.

## Подвиг
«Заступник командира ескадрильї 143-го гвардійського штурмового авіаційного полку (8-а гвардійська штурмова авіаційна дивізія, 1-й гвардійський штурмовий авіаційний корпус, 2-а повітряна армія, 1-й Український фронт) комсомолець гвардії старший лейтенант Борис Мельников до травня 1945 року здійснив 231 бойовий виліт на розвідку і штурм військ противника. На його рахунку 48 знищених ворожих танків, 145 автомашин з вантажами і живою силою, зруйновані залізничні ешелони з технікою і боєприпасами, 10 артилерійських та 6 мінометних батарей, 5 літаків на аеродромах, а також понад п'ятсот солдатів і офіцерів противника».
Указом Президії Верховної Ради СРСР від 27 червня 1945 року за зразкове виконання завдань командування і проявлені мужність і героїзм у боях з німецько-фашистськими загарбниками гвардії старшому лейтенанту Мельникову Борису Васильовичу присвоєно звання Героя Радянського Союзу з врученням ордена Леніна і медалі «Золота Зірка» (№ 6575).

## Нагороди
- Медаль «Золота Зірка» Героя Радянського Союзу (27.06.1945).
- Орден Леніна (27.06.1945).
- Орден Червоного Прапора (30.09.1943).
- Орден Червоного Прапора (06.03.1944).
- Орден Червоного Прапора (25.04.1945).
- Орден Олександра Невського (05.09.1944).
- Орден Вітчизняної війни 2-го ступеня (20.07.1943).
- Медалі.

## Пам'ять
Ім'я льотчика-штурмовика занесено на меморіальну дошку випускників Уфимського аероклубу — Героїв Радянського Союзу.
В честь Мельникова Б. В. названа вулиця в м. Докучаєвську Донецької області.